# Robert Conquest

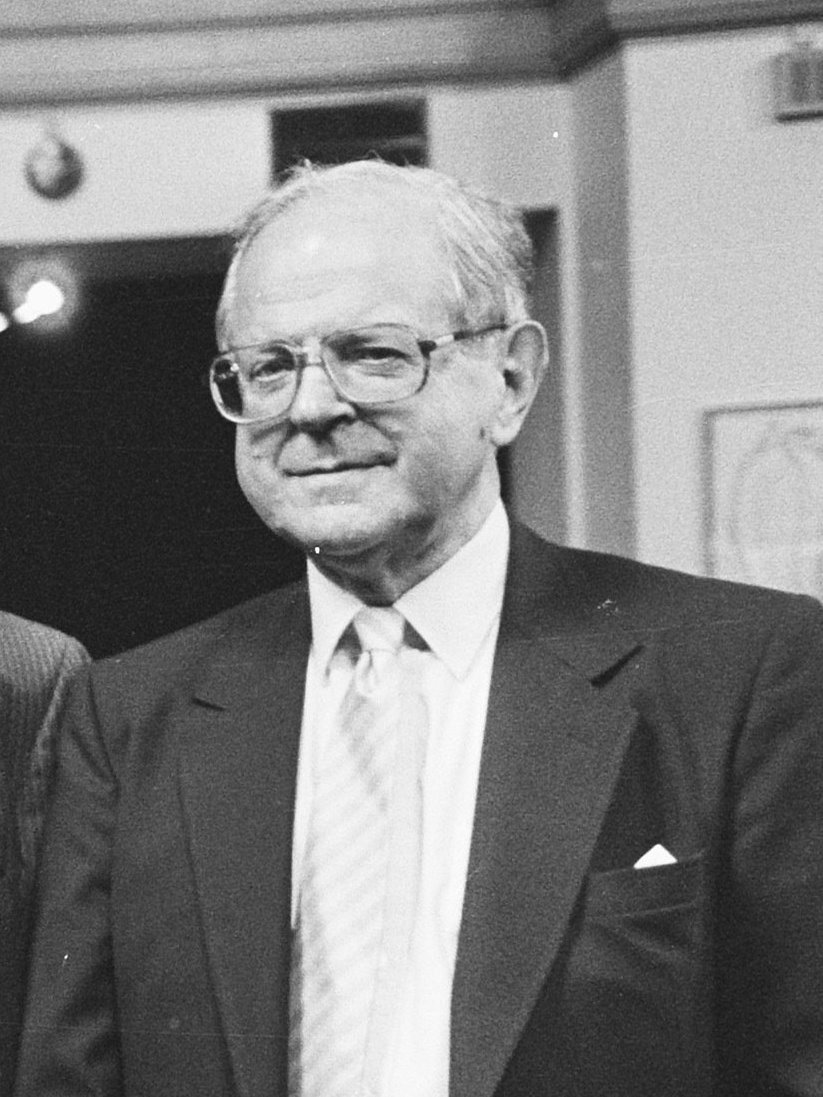
Robert Conquest (1987)

George Robert Ackworth Conquest, CMG, OBE (* 15. Juli 1917 in Great Malvern, Worcestershire, England; † 3. August 2015 in Palo Alto, Kalifornien) war ein britischer Dichter und Historiker. Er war seit 1980 als Politologe in konservativen Institutionen tätig. Conquest wurde in England als traditionalistischer Dichter und Science-Fiction-Autor bekannt. Conquest gilt als einer der wichtigsten westlichen Historiker mit Werken über die Stalinzeit. Seine Bücher Der Große Terror und Die Ernte des Todes sind laut The New York Times „maßgebliche Standardwerke“ über die Verbrechen des Stalinismus.

## Leben
Conquest wurde im mittelenglischen Worcestershire geboren. Sein Vater war ein amerikanischer Geschäftsmann, seine Mutter Norwegerin. Conquests Vater diente im Ersten Weltkrieg in einer Ambulanzeinheit der französischen Armee und erhielt 1916 das Croix de guerre.
Conquest studierte am Winchester College in Oxford und erhielt dann ein Stipendium für das Magdalen College. Er erwarb seinen B.A. und M.A. in den Modern Greats (Politikwissenschaft, Philosophie und Ökonomie). Seinen Doctor of Letters machte er in Geschichte.
1936 verbrachte er ein Jahr an der Universität Grenoble und unternahm eine Reise durch Bulgarien. Im Jahr 1937 kehrte er nach Oxford zurück und schloss sich der Kommunistischen Partei an, zu deren Mitgliedern zu dieser Zeit auch Denis Healey und Philip Toynbee gehörten. Zur selben Zeit besuchte er aber auch regelmäßig den konservativen Carlton Club. Er verließ die KP bald wieder und begann den Kommunismus abzulehnen. Ebenfalls 1937 veröffentlichte er einige erste Gedichte in einer Anthologie.
1939 trat er der Armee als Nachrichtenoffizier bei und heiratete 1940 Joan Watkins, mit der er zwei Söhne bekam. Im Jahr 1942 wurde er zur School of Slavonic Studies abgeordnet, weil er sich beim Training den Fuß gebrochen hatte. Dort lernte er vier Monate lang Bulgarisch. 1944 wurde er als Verbindungsoffizier zu den bulgarischen Einheiten abkommandiert, die unter sowjetischem Kommando kämpften. Nach Kriegsende wurde er an Ort und Stelle aus der Armee entlassen und wurde Presseoffizier an der britischen Botschaft in Sofia. Im Jahr 1948 zog er zurück nach London, ließ sich von seiner ersten Frau scheiden und heiratete Tatiana Mihailova, die er in Bulgarien kennengelernt hatte.
Conquest nahm wieder eine nachrichtendienstliche Arbeit beim Information Research Department (IRD) des britischen Außenministeriums auf. Dort sollte er den kommunistischen Einfluss in Großbritannien zurückdrängen und verfasste antikommunistische Propagandaschriften und Desinformationen. Er war in seiner Arbeit für die Behörde sehr erfolgreich und für einige Zeit sogar Mitglied der britischen Delegation im Sicherheitsrat der Vereinten Nationen. Im Jahr 1956 schrieb Conquest auf Wunsch des IRD mit Common Sense about Russia (dt.: Vernunft im Umgang mit Russland) sein erstes Buch über die Sowjetunion. Ein Drittel der Auflage wurde von Praeger Press aufgekauft, einem Verlag, der eng mit der Central Intelligence Agency (CIA), dem Auslandsgeheimdienst der USA, zusammenarbeitete.
Im selben Jahr trennte sich Conquest von seiner zweiten Frau, die an Schizophrenie litt; die Ehe wurde 1962 geschieden. 1956 verließ Conquest den IRD und wurde freier Schriftsteller und Historiker. Er veröffentlichte zwei Gedichtbände und einen Science-Fiction-Roman und gab von 1962 bis 1966, zusammen mit Kingsley Amis, die fünfbändige Spectrum-Reihe von SF-Anthologien heraus. Er zählte sich selbst zu einer Literatenvereinigung, die sich The Movement nennt, die für klassische Formen in der Dichtung eintrat und modernistische Dichtung ablehnte.
Zwischen 1962 und 1963 arbeitete er sechs Monate lang als Redakteur beim konservativen britischen Nachrichtenmagazin The Spectator. In dieser Zeit veröffentlichte er auch seine frühen Werke über die Sowjetunion wie Power and Politics in the USSR (deutsch Macht und Politik in der UdSSR) und Soviet Deportation of Nationalities (deutsch Die sowjetische Deportation der Völker). Danach schrieb er weitere Werke zur Nationalitätenfrage, zum Rechtssystem und zur Landarbeit in der UdSSR.
1964 heiratete er seine dritte Frau Caroleen Macfarlane, eine Amerikanerin. 1968 erschien während des Prager Frühlings sein erstes Hauptwerk: The Great Terror (dt.: Der große Terror). Im Jahr 1977 übersetzte Conquest Ostpreußische Nächte von Solschenizyn.
1978 ließ sich Conquest von seiner dritten Frau scheiden und heiratete ein Jahr später 1979 die Lektorin Elizabeth Neece Wingate. 1981 zogen beide nach Kalifornien, wo Conquest eine Stelle in der Hoover Institution annahm, einem konservativen think tank. 1986 erschien sein zweites Hauptwerk The Harvest of Sorrow: Soviet Collectivisation and the Terror-Famine (dt. erschienen als Ernte des Todes. Stalins Holocaust in der Ukraine 1929–1933), das die Hungersnot in der Ukraine zwischen 1929 und 1931 behandelt, die Conquest als „terror-famine“ (nicht als „Holodomor“) bezeichnet. Im selben Jahr erschien What to Do When the Russians Come: A Survivor’s Guide (dt.: Was tun, wenn die Russen kommen: Eine Anleitung zum Überleben), in dem er die Idee einer Besetzung der Vereinigten Staaten durch die Rote Armee entwickelt.
Zudem war er beratendes Mitglied des Center for Strategic and International Studies, einer anderen Denkfabrik, die sich mehr mit Außenpolitik beschäftigt, und Mitglied des Direktoriums des Institute for European Defence and Strategic Studies. Später schrieb er regelmäßig im The New York Review of Books und im The Times Literary Supplement.

## Politik
Im Jahr 1937 trat der damals 20-jährige Conquest der Kommunistischen Partei Großbritanniens bei, fühlte sich aber dort nicht wohl. Er selbst äußerte sich:

“I found the communists very dull and rather stupid.”

„Ich empfand die Kommunisten als sehr langweilig und ziemlich dumm.“

Von Anfang an schien er kein strenger Kommunist zu sein, besuchte regelmäßig den konservativen Carlton Club und war mit dem Trotzkisten John Blakeway befreundet, der später britischer Generalkonsul in Istanbul wurde. Nach der Rückkehr aus Bulgarien lehnte Conquest den Kommunismus radikal ab. Viele begründen dies mit dem Kurs Stalins, den er für terroristisch hielt. Der Labour-Politiker und Ex-Parteigenosse Denis Healey beurteilte ihn so:

“He always tended to extremes. He had become rather an extremist rightwinger within 10 years.”

„Er tendierte immer zum Extremen. Er wurde ein wirklich extremistischer Rechter binnen zehn Jahren.“

Später war Conquest überzeugter Antikommunist; er verfasste in seiner IRD-Zeit viele Propagandaschriften dieser Gesinnung und war seit dieser Zeit ein Warner vor der kommunistischen Gefahr.
In den 1960ern nahm Conquest an den von seinem Freund Kingsley Amis, Starautor der Angry-Young-Men-Generation, arrangierten Essen teil, zu denen sich wöchentlich konservative und rechtsextreme Politiker trafen.
Conquest selbst bezeichnete sich trotz seines stringenten Antikommunismus weiterhin als gemäßigten Linken und sagte, bis zur Zeit Margaret Thatchers habe er stets die Labour Party gewählt.
Conquest war ein betonter Befürworter des Vietnamkriegs und äußerte sich 2009 besorgt darüber, dass aus jungen Viet Cong Groupies heute Akademiker in einflussreichen Positionen geworden seien.
Im Jahr 1999 benutzte Conquest den Begriff des Schurkenstaates, um Nordkorea und den Irak anzugreifen. Er forderte, die Handlungsfähigkeit dieser beiden Staaten einzuschränken. Später befürwortete er die Politik Präsident Bushs. In einem Interview verglich er Saddam Hussein mit Benito Mussolini und sagte:

„Natürlich war Mussolini weniger schlimm als Saddam Hussein. Es ist auch falsch, wenn man von Faschismus in Deutschland redet. Man sollte immer Nationalsozialismus sagen.“

Conquest lehnte die Europäische Union ab und wünschte, dass Großbritannien aus der EU ausscheide und ein lockereres Bündnis mit den englischsprachigen Nationen einginge, für das er den Namen Anglosphäre vorschlug. Die Vereinten Nationen lehnte er genauso ab; die UNO sollte keinen Einfluss auf die Gesetzgebung der westlichen Welt haben, da viele Schurkenstaaten Einfluss auf die UNO hätten.

## Werk und Rezeption
Die ersten Veröffentlichungen Conquests waren ein Science-Fiction-Roman und Gedichtbände. Sein großes Thema, die Diktatur, ist bereits in diesen frühen Werken erkennbar. In seinem Roman A World of Difference (dt.: Eine Welt der Unterschiede) wird eine Welt beschrieben, in der die Regierung eine totale psychologische Kontrolle über die Bevölkerung ausübt und so eine Welt der Konformität entsteht.
Auch in seinem gemeinsam mit Kingsley Amis verfassten Werk The Egyptologists wird eine autoritäre Gesellschaft beschrieben mit ausufernden Sicherheitsbehörden und starker Regulation. Der Plot der Novelle kam von Conquest, und Amis schmückte die Geschichte mit explizit sexuellen Schilderungen aus.
Conquests Gedichte sind nahezu unpolitisch, sie beschreiben die sichtbare Welt in einer sehr kraftvollen Sprache. Oft beschäftigen sie sich mit Emotionen oder Sexualität, bleiben aber unromantisch. Seine Gedichte sind klassisch; falsche Grammatik, gebrochenes, unsauberes Englisch, Metaphern, modernistische oder amerikanisierende Einflüsse lehnt er ab. Dies bleibt auch so, als Conquest in die Vereinigten Staaten übersiedelt, dort „verteidigt er die britische Literatur unter dem amerikanischen Adler“. Bemerkenswert ist seine Science-Fiction-Dichtung Between Mars and Venus.

### Der große Terror

Titelbild von The Great Terror

Conquests erstes Hauptwerk Der große Terror behandelt die dritte der Stalinschen Säuberungswellen, die 1934 mit der Ermordung Sergei Mironowitsch Kirows beginnt, für die Conquest Stalin verantwortlich macht. Die Prozesse gegen Grigori Jewsejewitsch Sinowjew und Nikolai Iwanowitsch Bucharin werden behandelt sowie das Gulag-System beschrieben. Das Buch endet mit Beschuldigungen gegen westliche Linke und Intellektuelle, die sich aus Sicht Conquests zu Dienern von Stalins Terror gemacht haben. Dabei werden unter anderen Jean-Paul Sartre, Lillian Hellman und Walter Duranty namentlich benannt. Das Buch besticht vor allem durch seinen prosaischen und leichtverständlichen Schreibstil, das es von anderen geschichtswissenschaftlichen Werken abhebt.
Conquest verwendete sowjetische Zeitungen und offizielle Publikationen als Quellen sowie Berichte von Personen, die sich aus der Sowjetunion abgesetzt hatten. Die historischen Quellen, die Conquest benutzen konnte, waren dementsprechend beschränkt. Nachdem 1991 die Archive der Sowjetunion teilweise zugänglich geworden waren, wurde auch die stalinistische Phase der sowjetischen Geschichte neu untersucht. Der trotzkistische Historiker Wadim Rogowin, dem diese Archive zugänglich waren, warf Conquest „zahlreiche Fehler und Verfälschungen“ vor und zweifelte dessen Schlussfolgerungen an. Sie würden auf Arbeiten antikommunistischer Ideologen der dreißiger Jahre beruhen.
Das Buch, das 1968 erschien – mitten im Vietnamkrieg und im Prager Frühling –, hatte sofort eine erhebliche Wirkung. Es erschien fünf Jahre vor Solschenizyns Der Archipel Gulag (1974) und gilt als Pionierarbeit über die Zeit des Großen Terrors. Diese Studie war die erste, die sich systematisch mit diesen Ereignissen befasste. Zwar wurden diese politischen Vorgänge im Westen schon intensiv diskutiert, literarische Darstellungen wie Ein Tag im Leben des Iwan Denissowitsch und Koestlers Sonnenfinsternis (1940) waren gedruckt worden und das Problem der geschichtlichen Rolle des Stalinschen Terrors und die Möglichkeiten seiner Überwindung waren auch unter Intellektuellen wie Maurice Merleau-Ponty (Humanismus und Terror, 1947) ein wichtiges Thema. Conquests Buch hatte aber eine andere Qualität und war auch für eine breitere Leserschicht verständlich geschrieben. Als Hauptquelle verwendet Conquest Alexander Michailowitsch Orlows The Secret History of Stalin’s Crimes, aber auch die Geheimrede Chruschtschows auf dem XX. Parteitag der KPdSU und viele andere Schriften. Dabei ist es nicht so sehr Conquests Verdienst zu enthüllen, sondern vielmehr Übersicht zu schaffen.
Während das Buch in konservativen Kreisen großen Anklang fand und als machtvolle Dokumentation galt, war es bei Linken umstritten. Vor allem Conquests Gleichsetzung von Lenin und Stalin traf auf viel Widerspruch. Er betrachtete Stalin nicht als einen diktatorischen Auswuchs, sondern als unausweichliche Konsequenz aus dem Marxismus-Leninismus. Der schottische Journalist Neal Ascherson bemerkte 1969 dazu:

“Everyone by then could agree that Stalin was a very wicked man and a very evil one, but we still wanted to believe in Lenin; and Conquest said that Lenin was just as bad and that Stalin was simply carrying out Lenin’s programme.”

„Man konnte zugeben, dass Stalin ein sehr gefährlicher und sehr böser Mensch war, aber wir wollten weiterhin an Lenin glauben; und Conquest sagte, dass Lenin genau so übel war und Stalin einfach nur Lenins Programm durchführte.“

Besonders umstritten war Conquests scharfe Kritik an westlichen Linken und Intellektuellen, die er als Marionetten Stalins bezeichnet. Kritisiert wurde vor allem die Gleichsetzung und pauschale Verurteilung vieler. Der Historiker Kevin Tyner Thomas schrieb dazu 1992:

“Conquest lumps together the revisionists, labeling them as Stalinists, semi-Stalinists, and those who lack the mind to understand the enormity of Stalin’s criminality.”

„Conquest wirft alle in einen Topf, die Revisionisten, für ihn Stalinisten, die Halbstalinisten und solche, denen es an Einsicht über den gewaltigen Umfang der Verbrechen Stalins fehlt.“

Gegenstand der Kritik war zudem Conquests Umgang mit Quellen. Der Vorwurf lautete, Conquest unterscheide nicht sauber zwischen Augenzeugenberichten oder bloßen Gerüchten. Daneben wurden vor allem die Zahlen Conquests kritisiert. Er spricht von 8 Millionen Toten während der großen Säuberung und von 17 Millionen Toten zwischen 1930 und 1938, die durch Stalin umgekommen sind. Die Zahlen widersprechen teilweise seinem späteren Werk Ernte des Todes, das nochmals erhöhte Zahlen nennt. Bei einer Neuauflage im Jahr 1990 erhöhte Conquest die Zahlen noch einmal. Im Jahr 1990 wurden jedoch die Lagerlisten herausgegeben, aus ihnen errechnete der französische Stalinismusforscher Nicolas Werth deutlich niedrigere Opferzahlen und gab Conquests Zahlen als 14fach zu hoch an. Conquest hat seine Zahlen immer wieder verteidigt.
Der Historiker Norman Davies verwies anlässlich der Neuauflage 1990 auf die Fehlerhaftigkeit und Unvollständigkeit der offiziellen sowjetischen Dokumente und griff Conquests Kritiker, die sich auf dieses Material stützten, scharf an. Es sei „deprimierend“, dass einige Historiker nach wie vor versuchen würden, Stalins Verbrechen zu relativieren: „Ihre Vorgänger in den 1930er-Jahren, wie Harold Laski, hatten immerhin die Entschuldigung, dass sie durch den Faschismus abgelenkt gewesen seien. Die derzeitige Generation hat keine solche Entschuldigung.“ Tatsächlich würde Conquest von russischen Historikern sogar dafür angegriffen, immer noch zu niedrige Opferzahlen zu verwenden, so Davies.
Aufgrund der damaligen Quellenlage fokussiert Conquest seine Untersuchung auf die Säuberungsaktionen gegen die Eliten der Sowjetunion. Im Rahmen des Großen Terrors spielen diese Repressionsmaßnahmen jedoch eine nur untergeordnete Rolle. Der weit überwiegenden Teil der Opfer waren einfache Bürger der Sowjetunion, die aufgrund von „Massenoperationen“, wie etwa dem NKWD-Befehl Nr. 00447, verfolgt wurden.

### Ernte des Todes
Conquests zweites Hauptwerk Ernte des Todes beschreibt die Hungersnot in der Ukraine zwischen 1929 und 1933. Das Buch ist grob dreigeteilt: Zunächst gibt es einen Abriss der ukrainischen Geschichte seit der Oktoberrevolution und schildert den soziokulturellen Zustand der Ukraine. Im zweiten Teil wird die Hungersnot beschrieben, und im dritten Teil wendet sich Conquest an den Westen. Er beschuldigt die westlichen Linken und Intellektuellen, den Terror in der Ukraine zu leugnen und nicht scharf genug zu verurteilen.
Das Buch erzielte eine große Wirkung und wurde vor allem in konservativen Kreisen sehr positiv aufgenommen. L. A. Kosiński nannte das Buch sorgfältig recherchiert und einen wichtigen Beitrag zur Geschichte sowie eine Warnung vor Fanatikern in Machtpositionen. Zudem sei es ein Buch, das viele wichtige Fragen aufwerfe. Historiker und Linke kritisierten das Buch dagegen von Anfang an als fehlerhaft und warfen Conquest vor, Forschung und Fiktion zu vermischen. Linke kritisieren seinen laxen Umgang mit dem Faschismus. Auch Historiker kritisieren die zu einfache Analogie, die Conquest zwischen dem Hunger in der Ukraine und den Konzentrationslagern im Dritten Reich zieht.
Besonders umstritten sind wiederum die von Conquest genannten Zahlen. Er gibt die Zahl der Toten durch die Hungersnot mit 14,3 Millionen an, bei weitem die höchste bis dahin genannte Zahl. Dana G. Dalrymple hatte 1964 von 5,5 Millionen Toten gesprochen. Diese Zahl hatte sie als Durchschnitt von 20 Schätzungen anderer Autoren berechnet, dabei aber Quellen aus dem Dritten Reich miteinbezogen. Ralph Barnes, ein Journalist des Herald Tribune, der die Ukraine 1933 bereist hatte, schrieb von einer Million Toten. Der spätere Pulitzerpreisträger Walter Duranty von der New York Times nennt 2 Millionen. Conquest greift die Arbeit von Duranty auf, nennt ihn aber einen Lügner und Stalins Freund. Andere Quellen, die offizielle sowjetische Zahlen nutzten, nennen noch weit niedrigere Opferzahlen. Mittlerweile werden zirka sechs bis acht Millionen Opfer der Hungerkatastrophe angenommen.
Das Buch basiert auf einer Vielzahl verschiedener Quellen, wie Augenzeugenberichten, offiziellen sowjetischen Dokumenten und Presseerklärungen, Reportagen und Analysen von sowjetischen und ausländischen Akademikern sowie sowjetischen fiktionalen Quellen. Dennoch wird Conquests Umgang mit Quellen kritisiert. So wird zum Beispiel das Buch Black Deeds of the Kremlin (dt.: Die verbrecherischen Aktionen des Kremls), das 1951 und 1953 in zwei Bänden vom „Ukrainischen Verband der Opfer des russischen kommunistischen Terrors“ herausgegeben wurde, über 55-mal als Quelle zitiert. In dem Buch wird Symon Wassyljowytsch Petljura glorifiziert und werden die Pogrome geleugnet, bei denen zwischen 1918 und 1920 zwischen 35.000 und 100.000 Juden den Tod fanden. Auch ukrainische Faschisten wie Roman Schuchewytsch werden in dem Buch durchweg positiv betrachtet. Alle Bilder des Buches, die die ukrainische Hungersnot illustrieren, stellten sich später als Fälschungen heraus. Auch zitiert er das Buch Der neunte Kreis von Olexa Woropay 18-mal: Es wurde von der Jugendorganisation Stepan Banderas herausgegeben, der später mit dem Bataillon „Nachtigall“ an der Ermordung von 7.000 Kommunisten und Juden in Lemberg am 30. Juni 1941 beteiligt war und mit dem nationalsozialistischen Deutschland kollaborierte. Andere Quellen stellten sich später als falsch datiert oder gefälscht heraus.
Weiterhin wird kritisiert, dass Conquest als Grund für die Hungersnot allein die Zwangskollektivierung der Landwirtschaft anführt und so alle Verantwortung Stalin gibt. Die Dürre in der Ukraine von 1930 und 1931 sowie eine verheerende Typhusepidemie bleiben von Conquest unberücksichtigt. Bei den Zahlen für die Toten in der Ukraine während des Zweiten Weltkriegs gibt er hingegen Typhus als eine Hauptursache für Opfer an.

### Spätwerk
Auch in seinen späteren Werken bleibt Conquest sich und seinen Themen treu. So wird zum Beispiel im 1999 erschienenen Reflections on a Ravaged Century wieder die Geschichte der Sowjetunion aufgerollt und Kritik an westlichen Linken wie Akademikern geübt. Vor allem Eric Hobsbawm wird in diesem Buch direkt kritisiert. In der konservativen Kritik wird das Buch gefeiert.
In seinem 2006 erschienenen Werk The Dragons of Expectations wiederholt Conquest seine Ergebnisse zur Stalinzeit und zum Holodomor. Vor allem aber fixiert er seine Kritik an den Vereinten Nationen und der Europäischen Union. Wie in fast allen seinen Büchern werden auch wieder westliche Linke und Akademiker kritisiert. So schreibt er:

“Those things that have made Western society (especially America and Britain) great have been and are being eaten away from within by ideological elites and political-economic plunderers who are undermining the morality and institutional order on which our system of liberty and law has been based.”

„All das, was die westliche Gesellschaft (insbesondere Amerika und Britannien) groß gemacht hat, wurde und wird von innen aufgelöst durch ideologische Eliten und politökonomische Plünderer, die die Moral und die institutionelle Ordnung untergraben, auf denen unser System von Freiheit und Gesetz fußt.“

Viele Aussagen, die er in dem Buch trifft, trafen auf Kritik in den Medien. Der Journalist Christopher Hitchens bemängelte, dass Conquest die Konzentrationslager des italienischen Faschismus als „im Allgemeinen nicht sehr unmenschlich“ und das Gerichtsverfahren Ethel und Julius Rosenbergs als „aufrichtig“ (genuine) bezeichnet.

## Ehrungen
1993 wurde Conquest die Jefferson Lectureship verliehen, eine hohe Auszeichnung des Bundesstaats Kalifornien für Verdienste um die Menschlichkeit. Im selben Jahr erhielt er den Richard Weaver Award for Scholarly Letters und den Alexis de Tocqueville Award, der vom National Endowment for the Humanities verliehen wird.
1994 wurde er zum Mitglied der Royal Society of Literature der British Academy gewählt. Zudem wurde er Mitglied der American Academy of Arts and Sciences und der Society for the Promotion of Roman Studies.
1956 wurde er Officer des Order of the British Empire, 1996 wurde er Companion des Order of St Michael and St George.
1987 erhielt er den Antonowytsch-Preis für The Harvest of Sorrow.
1997 wurde ihm von der American Academy of Arts and Letters der Michael Braude Award for Light Verse für sein fiktionales Lebenswerk verliehen. Ebenfalls für sein fiktionales Werk erhielt er 2001 den Rita Ricardo-Campbell and W. Glenn Campbell Uncommon Book Award.
Im Jahr 2005 überreichte US-Präsident George W. Bush Conquest die Freiheitsmedaille („The Presidential Medal of Freedom“), die höchste zivile Auszeichnung in den USA. Im selben Jahr wurde er von Wiktor Juschtschenko in den Orden von Jaroslaw Mudry als Ritter V. Klasse aufgenommen.
2012 erhielt Conquest den Dan-David-Preis.

## Bibliografie
Sachliteratur
- A World of Difference (1955)
- Where Do Marxists Go from Here? (1958, als J. E. M. Arden)
- Common Sense About Russia (1960)
  - Deutsch: Sowjetrussland: Das System und die Menschen. Übersetzt von Jochen Voss. Verlag Wissenschaft und Politik, Köln 1962, DNB 450818934.
- The Soviet Deportation of Nationalities (1960)
- Courage of Genius: The Pasternak Affair (1961)
- Power and Policy in the USSR (1961)
- The Last Empire (1962)
- Marxism Today (1964)
- Russia After Khruschev (1965)
  - Deutsch: Russland nach Chruschtschow. Übersetzt von Barbara Bortfeldt. Rütten & Loening, München 1965, DNB 450818942.
- The Great Terror: Stalin’s Purge of the Thirties (1968; auch: The Great Terror: A Reassessment, 1990; auch: The Great Terror: 40th Anniversary Edition, 2008)
  - Deutsch: Am Anfang starb Genosse Kirow: Säuberungen unter Stalin. Übersetzt von Jutta Knust und Theodor A. Knust. Droste, Düsseldorf 1970, DNB 456290400. Auch als: Der grosse Terror: Sowjetunion 1934–1938. Übersetzt von Andreas Model. Langen-Müller, München 2001, ISBN 3-7844-2415-5.
- Where Marx Went Wrong (1970)
- The Nation Killers (1970)
  - Deutsch: Stalins Völkermord: Wolgadeutsche, Krimtataren, Kaukasier. Übersetzt von Peter Aschner. Europaverlag, Wien 1974, ISBN 3-203-50485-5.
- The Human Cost of Soviet Communism (1970)
- Lenin (1972; auch: V. I. Lenin)
- The Russian tradition (with Tibor Szamuely, 1974)
- Kolyma: The Arctic Death Camps (1978)
- The Abomination of Moab (1979)
- Present Danger: Towards a Foreign Policy (1979)
- We and They: Civic and Despotic Cultures (1980)
- The Man-made Famine in Ukraine (1984, mit James Mace, Michael Novak und Dana Dalrymple)
- What to Do When the Russians Come: A Survivor’s Guide (1984, mit Jon Manchip White)
- Inside Stalin’s Secret Police: NKVD Politics, 1936–1939 (1985)
- The Harvest of Sorrow: Soviet Collectivization and the Terror-Famine (1986)
  - Deutsch: Ernte des Todes: Stalins Holocaust in der Ukraine 1929–1933. Übersetzt von Enno von Löwenstern. Langen Müller, München 1988, ISBN 3-7844-2169-5.
- Tyrants and Typewriters: Communiques in the Struggle for Truth (1989)
- Stalin and the Kirov Murder (1989)
- Stalin: Breaker of Nations (1991)
  - Deutsch: Stalin: Der totale Wille zur Macht. Übersetzt von Andrea von Struve und Udo Rennert. List, München und Leipzig 1991, ISBN 3-471-77234-0.
- History, Humanity, and Truth (1993)
- Reflections on a Ravaged Century (1999)
- The Dragons of Expectation: Reality and Delusion in the Course of History (2004)

Romane
- A World of Difference (1955)
- The Egyptologists (1965; mit Kingsley Amis)
- Demon’s Don’t (1999)

Lyrik
- Poems (1956)
- Back to Life: Poems from behind the Iron Curtain as translator/editor (1958)
- Between Mars and Venus (1962)
- Arias from a Love Opera, and Other Poems (1969)
- Casualty Ward (1974)
- Coming Across (1978)
- Forays (1979)
- New and Collected Poems (1988)
- Demons Don’t (1999)
- Penultimata (2009)
- A Garden of Erses limericks, as Jeff Chaucer (2010)
- Blokelore and Blokesongs (2012)

Kurzgeschichten
- The Veteran (in: Analog Science Fiction → Science Fact, October 1965)
- A Long Way to Go (in: Analog Science Fiction → Science Fact, November 1965)
- No Planet Like Home (in: Galaxy Magazine, April 1970)

Anthologien und Aufsatzsammlungen (als Herausgeber)
- New Lines: An Anthology (1956)
- New Lines 2 (1963)
- The Politics of Ideas in the U.S.S.R. (1967)
- Industrial Workers in the U.S.S.R. (1967)
- Soviet Nationalities Policy in Practice (1967)
- Agricultural Workers in the U.S.S.R. (1968)
- The Soviet Police System (1968)
- The Soviet Political System (1968)
- Religion in the U.S.S.R. (1968)
- Justice and the Legal System in the U.S.S.R. (1968)
- The Robert Sheckley Omnibus (1973)
- The Last Empire: Nationality and the Soviet Future (1986)
- Political and Ideological Confrontations in Twentieth-Century Europe: Essays in Honor Of Milorad M. Drachkovitch (1996, mit Dušan J. Djordjevich)

Spectrum (Science-Fiction-Anthologienserie, mit Kingsley Amis):
- Spectrum (1961)
- Spectrum II (1962)
- Spectrum III (1963)
- Spectrum IV (1965)
- Spectrum V (1966)